# Shitouhe Shuiku
Shitouhe Shuiku är en reservoar i Kina. Den ligger i provinsen Shaanxi, i den nordvästra delen av landet, omkring 120 kilometer väster om provinshuvudstaden Xi'an. Arean är 1,9 kvadratkilometer. I omgivningarna runt Shitouhe Shuiku växer i huvudsak blandskog. Den sträcker sig 4,4 kilometer i nord-sydlig riktning, och 1,3 kilometer i öst-västlig riktning.
Genomsnittlig årsnederbörd är 730 millimeter. Den regnigaste månaden är september, med i genomsnitt 159 mm nederbörd, och den torraste är december, med 2 mm nederbörd.